# Kalamazoo Book Arts Center
Kalamazoo Book Arts Center  (KBAC) är en ideell organisation för konstnärer och författare i Kalamazoo, Michigan.

## Historia
KBAC grundades av Jeff Abshear  år 2005 för att skapa ett arbetsseminarium och en utbildningslokal med fokus på konsten att designa och trycka böcker, tryckteknik, handpapperstillverkning, bokbindning och kreativt skrivande. Centret ligger på Park Trades Center på Kalamazoo Avenue i centrala Kalamazoo. Organisationen stöds av bidrag från National Endowment for the Arts och stöd från samhället.

## Verksamhet
KBAC har regelbundna arbetsseminarier i bokkonst på plats. KBAC skapade och är värd för lässerien "Poets in Print". KBAC deltar i Arts Council of Greater Kalamazoos månatliga Art Hop!